# Dubai Maritime City

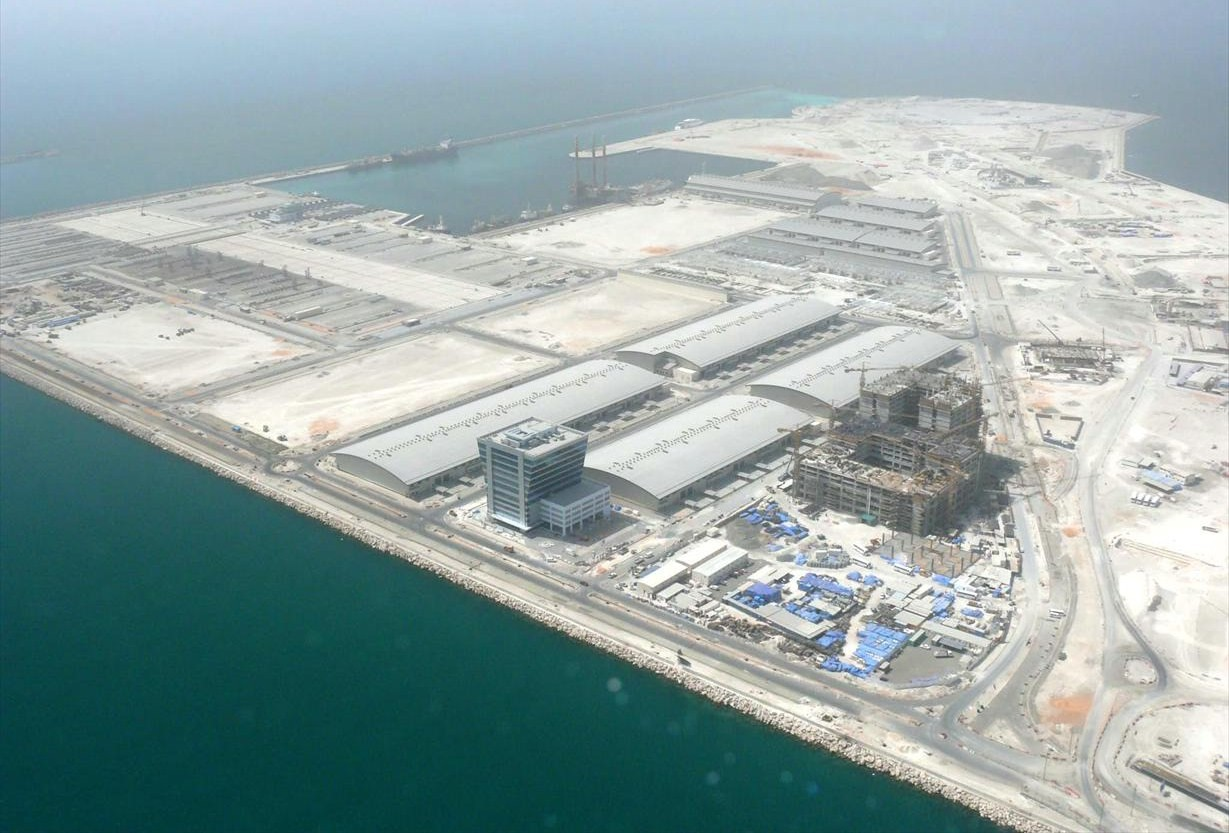
Dubai Maritime City en 2008.

La Ciudad Marítima de Dubai (DMC) es una zona marítima de uso múltiple. Es el primer centro marítimo de propósito construido en el mundo y es miembro del grupo de empresas Dubai World. Se espera que la ciudad marítima esté en pleno funcionamiento en 2012. Se prevé que la infraestructura del recinto industrial del proyecto estará terminada en un 85% en 2009, mientras que los trabajos de base para el recinto comercial se encuentran en un 65% y las obras viales están en su fase final.